# Stadio Universitario
Lo stadio Universitario (in spagnolo Estadio Universitario), soprannominato El Volcán, è uno stadio calcistico della città di San Nicolás de los Garza, nel Nuevo León, in Messico.
La costruzione dell'intero impianto è terminata nel 1967, per un costo totale di circa 23 milioni di pesos, inizialmente lo stadio doveva avere una capienza di 90.000 spettatori, ridotti in seguito a 52.000 e ai 42.000 attuali.
Lo stadio è utilizzato dal Tigres UANL per disputare le partite casalinghe, inoltre ha ospitato alcune partite di Copa Libertadores, dei Mondiali 1986, dei Mondiali Under-17 2011 ed inoltre alcune partite del Monterrey.
L'impianto è stato scelto da molti artisti per i loro concerti tra cui Aerosmith, Coldplay, Rolling Stones, Metallica, Rod Stewart, Iron Maiden e Shakira.

## Partite dei Mondiali 1986
- Marocco -  Polonia 0-0 (Gruppo F) il 2 giugno
- Polonia -  Portogallo 1-0 (Gruppo F) il 7 giugno
- Marocco -  Germania Ovest 0-1 (Ottavi di finale) il 17 giugno
- Germania Ovest -  Messico 0-0 d.t.s. 4-1 d.c.r. (Quarti di finale) il 21 giugno

### NFL American Bowl
| San Nicolás de los Garza 5 agosto 1996 | Dallas Cowboys | 6 – 32 | Kansas City Chiefs | Estadio Universitario |